# Црква Светих апостола Петра и Павла у Кривој Феји
Црква Светих апостола Петра и Павла у Кривој Феји, насељеном месту на територији Градске општине Врањска Бања, православни је храм који припада Епархији врањској Српске православне цркве.
Црква посвећена Светим апостолима Петру и Павлу изграђена је прилозима мештана села, око 1870. године. Тачни подаци о периоду настанка цркве налазе се на иконостасу са 25 икона, који су осликала два иконописца, Вено Крстевич Зограф 1873. и Т. И. Буџароски, 1909. године.
Црква је обновљена у периоду од 2005. до 2009. године, када је Епископ врањски Пахомије извршио њено освећење.